# Kolonie Neufeld
Die Kolonie Neufeld (spanisch Colonia Neufeld / Colonia Reinland) ist eine aus Deutschland gesteuerte und organisierte Ansiedlung ehemaliger russlanddeutscher Spätaussiedler im paraguayischen Departamento Caazapá. Sie ist nach den Initiatoren des Projektes, den Brüdern Nikolai und Johannes Neufeld, benannt. Die Kolonie hat nichts mit den 17 Mennonitenkolonien in Paraguay zu tun, die alle in der ACOMEPA organisiert sind, obwohl das durch plautdietsche Namen und die Betonung darauf, dass es eine deutsche Kolonie ist, suggeriert werden soll.
Während Mitglieder von Alpha e.V. seit 2017 den Namen Reinland etabliert haben, steht die Vereinigung Asociación Campo Nuevo Neufeld weiterhin hinter dem alten Namen. Die Website von Alpha e.V. ist nicht mehr abrufbar.

## Lage
Die abgeschiedene Siedlung befindet sich südöstlich der Hauptstadt Asunción. Die Entfernung zur Distriktstadt Caazapá, mit der sie durch eine unbefestigte Landstraße verbunden ist, beträgt 80 Kilometer. 

## Geschichte
Angestrebt wurde ursprünglich die Ansiedlung von 600 Familien, später von 1.500, beziehungsweise längerfristig von 3.000 Familien. Für diese sollte eine dorfähnliche Siedlung mit Höfen entstehen, zu denen jeweils mindestens ein Hektar Land gehören sollte. Im September 2006 waren die bis dahin im Umkreis von 15 Kilometern erworbenen 11.000 Hektar Land Eigentum von Johannes Neufeld, der inzwischen aus dem Projekt ausgeschieden ist, sollten aber einer im Incoop eingetragenen Kooperative überschrieben werden, der auch die Bauten der Kolonie und die Maschinen gehören. Zu diesem Zeitpunkt lebten etwa 80 Familien in Notwohnungen und in 60 Einfamilienhäusern.
Angeworben wurden in Deutschland ansässige aus der ehemaligen Sowjetunion stammende Aussiedler, die von Deutschland enttäuscht sind. Die Werbung erfolgte mit teilweise religiösen Untertönen zur Ansiedlung. Die Auswanderungswilligen kaufen bereits in Deutschland eine Mindestfläche von 4 Hektar Ackerland. Der Kaufvertrag enthält eine Klausel, nach der dieses Land an die Kooperative verpachtet wird. Angebaut werden Reis, Soja, Gründünger, Mais und Weizen. Ziel war eine künftige Konzentration auf den Anbau der Macadamia-Nuss, die frühestens sieben Jahre nach der Pflanzung Gewinn abwirft.
Ende 2011 sprach vieles für ein Scheitern des Projektes oder einen groß angelegten Betrug. Die Aussiedler wurden in Deutschland über die Fa. Neufeld GmbH in Kalletal-Langenholzhausen angeworben. Über das Vermögen der Firma Neufeld GmbH wurde durch Beschluss des Amtsgerichts Detmold vom 1. November 2011 das Insolvenzverfahren eröffnet.
Die Wirtschaftsstrafkammer des Detmolder Landgerichts sprach Nikolai Neufeld im Mai 2012 wegen gewerbsmäßigen Betruges in 1.042 Fällen schuldig und verurteilte ihn zu fünf Jahren Haft.
Seit 2014 wird versucht, die Kolonie neu zum Leben zu erwecken. Mit Hilfe eines Vereins sollen die Grundstücke an die ehemaligen Käufer zurückgehen.
Am 25. April 2017 sorgte ein Tornado in den Ortsteilen Colonia Neufeld/Reinland, Cerrito, Lima und Loma Hovy für kaputte Häuser und Fahrzeuge. Mehrere hundert Häuser sind im Süden des Departamento Caazapá zerstört worden. 80 % der Kolonie Reinland sollen der Verwüstung zum Opfer gefallen sein. Die Windgeschwindigkeit erreichte dabei 200 km/h. Menschen wurden aber nicht verletzt.
Die Kolonie beherbergt noch rund 100 Familien (Stand 2017). Die Einwohner wagen einen Wiederaufbau. Die Kolonisten sind überwiegend Kleinbauern, einige wenige Selbstversorger und Rentner.